# Marysville (Ohio)
Pour les articles homonymes, voir Marysville.
Marysville est le siège du comté d'Union, situé dans l'État de l'Ohio, aux États-Unis.
En décembre 2008, Marysville est désignée « Communauté de l'Amérique préservée » par la Première Dame, Laura Bush.

## Histoire
Marysville a été fondée en 1819 par Samuel W. Cuthbertson, qui a donné à la ville le nom de sa fille Mary.

## Démographie
La population de Marysville était de 22 094 habitants au recensement de 2010. Cela représentait une augmentation de 38,59 % par rapport à l'an 2000.

## Économie
Marysville abrite plusieurs opérations de recherche et développement. Nestlé, situé à l'ouest de la ville, dispose d'un centre de technologie de produit dédié aux boissons.
Select Sires est une importante société de biotechnologie spécialisée dans les services de reproduction animale, située à quelques kilomètres de Marysville. De nombreuses exploitations familiales familiales locales entourent la région et l'Université d’État d’Ohio exploite un bureau de vulgarisation agricole dans le nord de la ville.